# Hans Schwartz
Hans Schwartz (né le 1er mars 1913 et mort le 31 mai 1991) était un joueur international de football allemand, qui évoluait en défense.

## Biographie
Durant sa carrière de club, Schwartz joue au SC Victoria Hambourg.
Au niveau international, avec l'Allemagne, il est connu pour avoir été appelé par le sélectionneur Otto Nerz, pour disputer la coupe du monde 1934 en Italie.
Lors de la compétition, les Allemands battent la Belgique 5 buts à 2 au premier tour en huitièmes de finale, avant d'éliminer l'équipe de Suède 2-1 en quarts-de-finale. Ils sont ensuite finalement éliminés 3 à 1 contre les Tchécoslovaques. Ils finissent alors 3e du mondial en l'emportant face aux Autrichiens 3 à 2 lors du match pour la troisième place.